# Document historique
 (mai 2016).
Si vous disposez d'ouvrages ou d'articles de référence ou si vous connaissez des sites web de qualité traitant du thème abordé ici, merci de compléter l'article en donnant les références utiles à sa vérifiabilité et en les liant à la section « Notes et références ».

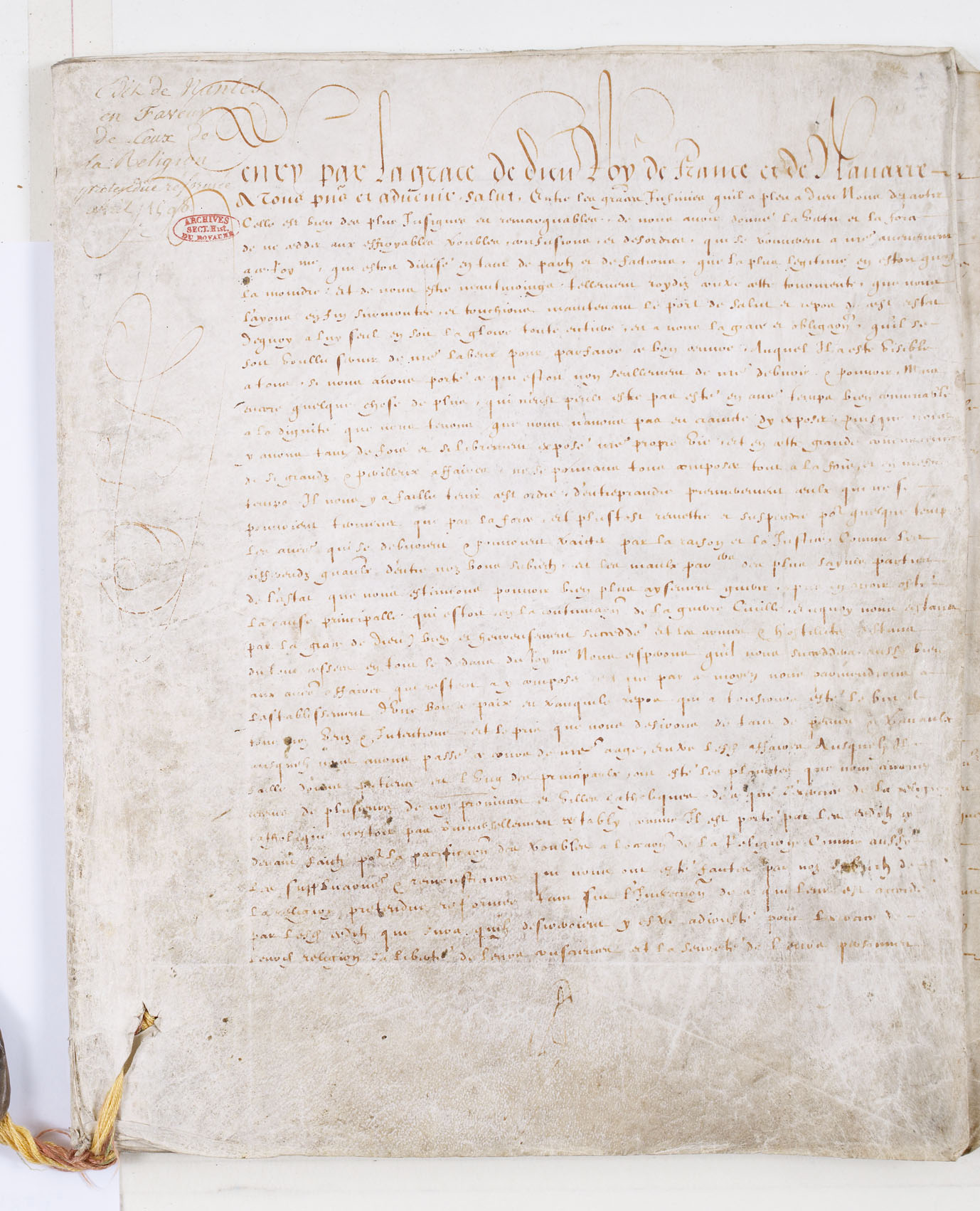
La version de l'édit de Nantes conservée aux Archives nationales

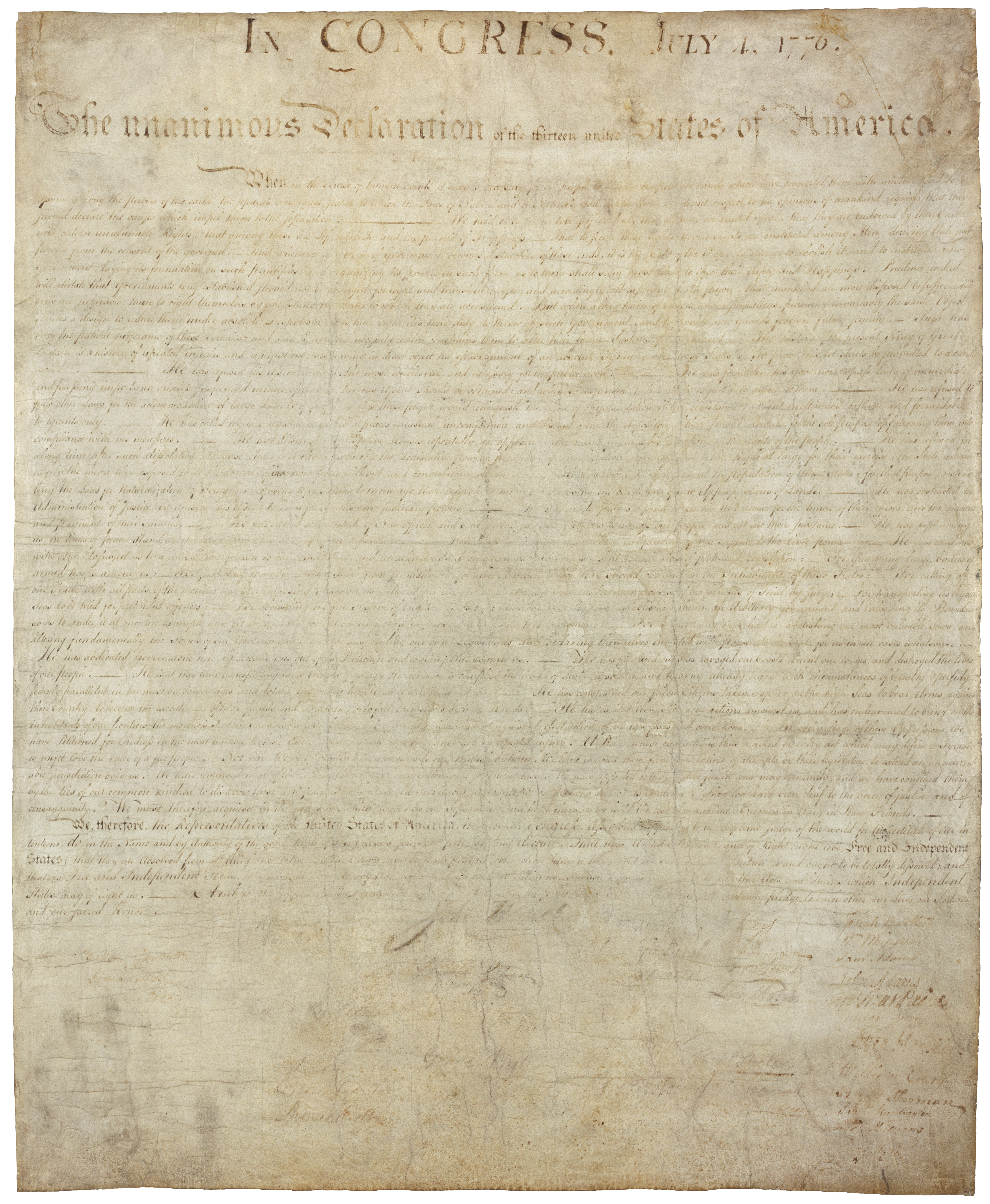
Une copie de la déclaration d'indépendance des États-Unis

Un document historique est un document contenant une ou plusieurs informations importantes sur une personne, un lieu ou un événement.
Les documents historiques les plus célèbres sont des textes de loi, des récits de bataille (souvent donnés par les vainqueurs eux-mêmes ou des personnes partageant leur point de vue) des exploits d'individus remarquables. Bien que ces documents aient un intérêt historique, ils ne décrivent pas en détail la vie quotidienne des gens ordinaires, ni le fonctionnement de la société. Les anthropologistes, historiens et archéologues sont bien plus intéressés par ce second type de documents, détaillant la vie ordinaire, le régime alimentaire, les interactions au sein du foyer et des groupes sociaux et leur état d'esprit. C'est ce genre d'information qui leur permet de comprendre et de décrire le fonctionnement d'une société à un moment dans l'Histoire.
Beaucoup de documents produits aujourd'hui, comme des lettres, photos, contrats ou journaux pourront être considérés dans le futur comme des documents de valeur par ces personnes. Néanmoins, la plupart d'entre eux auront disparu, puisqu'ils sont soit imprimés sur du papier ordinaire, qui a une durée de vie limitée, soit stockés sur des supports numériques dont on perd les moyens de lecture avec le temps.
Certaines entreprises et certains gouvernements essaient d'accroitre le nombre de documents qui pourraient survivre au temps, en prenant en compte des questions de préservation, en les imprimant de telle façon qu'ils puissent se conserver sur de très grandes durées, ou en plaçant ces documents dans des capsules temporelles ou dans les environnements de stockages spécifiques.